# 魯道夫冰川
64°54′00″S 62°26′00″W / 64.9°S 62.433333°W
魯道夫冰川（英語：Rudolph Glacier），是南極洲的冰川，位於葛拉漢地的丹科海岸，最終在莫塞爾冰川以南注入安沃爾灣，由比利時探險隊繪入地圖，現時由南極條約體系管理。